# Pahanga centenialis
Pahanga centenialis là một loài nhện trong họ Tetrablemmidae.
Loài này thuộc chi Pahanga. Pahanga centenialis được Lehtinen miêu tả năm 1981.